# Fußball-Weltmeisterschaft 1962/Deutschland
Dieser Artikel behandelt die deutsche Fußballnationalmannschaft bei der Fußball-Weltmeisterschaft 1962 in Chile.

## Qualifikation
Die deutsche Mannschaft setzte sich ohne Punktverlust gegen Nordirland und Griechenland durch. Dabei gelang der Elf am 26. Oktober 1960 in Belfast ein historischer Erfolg: Noch nie zuvor hatte eine Nationalmannschaft vom europäischen Festland in Nordirland gewonnen.
| Datum, Stadt               | Stadion              |                            | Gastgeber      |                            | Gast           | Ergebnis | Halbzeitstand | Tore                                                                        |
| 26. Oktober 1960, Belfast  | Windsor Park         | Nordirland                 | Nordirland     | Deutschland Bundesrepublik | BR Deutschland | 3:4      | (1:1)         | Tore: Brülls (7.), McAdams (27., 57., 90.), Seeler (53.), Dörfel (55., 79.) |
| 20. November 1960, Athen   | Panathinaiko-Stadion | Königreich Griechenland    | Griechenland   | Deutschland Bundesrepublik | BR Deutschland | 0:3      | (0:3)         | Tore: Dörfel (8.), Brülls (31.), Haller (42.)                               |
| 10. Mai 1961, Berlin       | Olympiastadion       | Deutschland Bundesrepublik | BR Deutschland | Nordirland                 | Nordirland     | 2:1      | (1:0)         | Tore: Kreß (29.), Brülls (58.), McIlroy (69.)                               |
| 22. Oktober 1961, Augsburg | Rosenaustadion       | Deutschland Bundesrepublik | BR Deutschland | Königreich Griechenland    | Griechenland   | 2:1      | (2:0)         | Tore: Seeler (5., 27.), Papaemmanouil (59.)                                 |

## Aufgebot
Anfang 1962 wählten die Kicker-Leser die sogenannte "Mannschaft des Volkes":

Tilkowski – Nowak, Schnellinger – Giesemann, Wilden, Szymaniak – Rahn, Brülls, Seeler, Haller, Dörfel.
Von diesen standen Helmut Rahn (der inzwischen beim niederländischen Sportclub Enschede spielte) und Gert Dörfel (trotz seiner Qualifikationserfolge) dann aber gar nicht im Aufgebot des Bundestrainers, Tilkowski und Wilden wurden in Chile nicht eingesetzt. Stattdessen dachte Bundestrainer Sepp Herberger ernsthaft daran, den 41-jährigen Fritz Walter mitzunehmen oder zumindest nachnominieren zu können, was sowohl der DFB als auch Walter selbst ablehnten; in einem Brief, den er Walter nach der WM schrieb, bedauerte der Trainer, dass er sich in dieser Frage nicht habe durchsetzen können, und zitierte den Schweizer Coach Karl Rappan, der ihm auch zugeraten habe.
| Nummer / Name | Nummer / Name                   | Damaliger Verein         | Geburtstag | Länderspiele/Tore (a) | Sp.      | Tor      | Rot      |
| Torhüter      | Torhüter                        | Torhüter                 | Torhüter   | Torhüter              | Torhüter | Torhüter | Torhüter |
| ------------- | ------------------------------- | ------------------------ | ---------- | --------------------- | -------- | -------- | -------- |
| 22            | Wolfgang Fahrian                | TSG Ulm 46               | 31.05.1941 | 01 (00)               | 4        | 0        | 0        |
| 21            | Günter Sawitzki                 | VfB Stuttgart            | 22.11.1932 | 09 (00)               | 0        | 0        | 0        |
| 1             | Hans Tilkowski                  | Westfalia Herne          | 12.07.1935 | 18 (00)               | 0        | 0        | 0        |
| Abwehr        |                                 |                          |            |                       |          |          |          |
| 2             | Herbert Erhard                  | SpVgg Fürth              | 06.07.1930 | 45 (01)               | 4        | 0        | 0        |
| 15            | Willi Giesemann                 | FC Bayern München        | 02.09.1937 | 09 (00)               | 2        | 0        | 0        |
| 13            | Jürgen Kurbjuhn                 | Hamburger SV             | 26.07.1940 | 01 (00)               | 0        | 0        | 0        |
| 12            | Hans Nowak                      | FC Schalke 04            | 09.08.1937 | 03 (00)               | 4        | 0        | 0        |
| 3             | Karl-Heinz Schnellinger         | 1. FC Köln               | 31.03.1939 | 20 (00)               | 4        | 0        | 0        |
| 4             | Willi Schulz                    | FC Schalke 04            | 04.10.1938 | 08 (00)               | 4        | 0        | 0        |
| 14            | Jürgen Werner                   | Hamburger SV             | 15.08.1935 | 02 (00)               | 0        | 0        | 0        |
| 5             | Leo Wilden                      | 1. FC Köln               | 03.07.1936 | 06 (00)               | 0        | 0        | 0        |
| Mittelfeld    |                                 |                          |            |                       |          |          |          |
| 10            | Albert Brülls                   | Borussia Mönchengladbach | 26.03.1937 | 18 (08)               | 4        | 1        | 0        |
| 8             | Helmut Haller                   | BC Augsburg              | 21.07.1939 | 16 (04)               | 3        | 0        | 0        |
| 18            | Günter Herrmann                 | Karlsruher SC            | 11.09.1939 | 07 (01)               | 0        | 0        | 0        |
| 16            | Hans Sturm                      | 1. FC Köln               | 03.09.1935 | 02 (00)               | 1        | 0        | 0        |
| 6             | Horst Szymaniak                 | Calcio Catania           | 29.08.1934 | 33 (00)               | 4        | 1        | 0        |
| Angriff       |                                 |                          |            |                       |          |          |          |
| 7             | Willi Koslowski                 | FC Schalke 04            | 17.02.1937 | 01 (01)               | 1        | 0        | 0        |
| 17            | Engelbert Kraus                 | Kickers Offenbach        | 30.07.1934 | 05 (01)               | 1        | 0        | 0        |
| 11            | Hans Schäfer                    | 1. FC Köln               | 19.10.1927 | 35 (15)               | 4        | 0        | 0        |
| 9             | Uwe Seeler                      | Hamburger SV             | 05.11.1936 | 30 (20)               | 4        | 2        | 0        |
| 19            | Heinz Strehl                    | 1. FC Nürnberg           | 20.07.1938 | 00 (00)               | 0        | 0        | 0        |
| 20            | Heinz Vollmar                   | 1. FC Saarbrücken        | 26.04.1936 | 12 (03)               | 0        | 0        | 0        |
| Trainer       |                                 |                          |            |                       |          |          |          |
|               | Sepp Herberger (Bundestrainer)  |                          | 28.03.1897 |                       |          |          |          |
|               | Helmut Schön (Trainerassistent) |                          | 15.09.1915 |                       |          |          |          |

## Spiele

### Vorrunde
Deutschland spielte in der Gruppe B.
| BR Deutschland | - | Italien | 0:0       |
| BR Deutschland | - | Schweiz | 2:1 (1:0) |
| BR Deutschland | - | Chile   | 2:0 (1:0) |

#### Spielberichte
BR Deutschland – Italien
am 31. Mai im Estadio Nacional von Santiago vor 65.440 Zuschauern, SR: Davidson (Schottland):
Zur allgemeinen Überraschung der Experten stand im deutschen Tor nicht der erfahrene Hans Tilkowski, sondern der junge Wolfgang Fahrian, der erst sein zweites Länderspiel bestritt.
Das Endergebnis von 0:0 täuscht über den wahren Spielverlauf hinweg: zwar hatte Herberger die Mannschaft nur nominell im 4-2-4-System aufgestellt, tatsächlich aber die Abwehr verstärkt und nur zwei echte Spitzen aufgeboten, und Italien trat in Catenaccio-Manier mit fünf Abwehrspielern an. Die Begegnung verlief jedoch durchaus abwechslungsreich und mit etlichen Torchancen auf beiden Seiten: nach 12 Minuten hätte es bereits 2:1 stehen können, hätten Brülls, Seeler (Lattentreffer) und Sívori ihre Chancen genutzt. Auch im weiteren Verlauf musste Fahrian wiederholt klären, vor allem, wenn Rivera in Tornähe kam; auf der anderen Seite hatte Haller noch eine Großchance, aber seine Direktabnahme auf Zuspiel von Schäfer verfehlte das von Lorenzo Buffon gehütete Tor um Zentimeter.
Die Partie entwickelte sich mit fortschreitender Dauer allerdings auch immer mehr zu einem Beispiel für die Unsportlichkeiten und Brutalitäten, die diese WM so negativ charakterisieren sollten. Und auch, wenn in dieser Hinsicht Italiens Altafini (unter dem Namen Mazzola vier Jahre zuvor in Schweden noch für Brasilien spielend) besonders unangenehm auffiel, muss man doch sagen, dass Schiedsrichter Davidson mehrfach auf beiden Seiten Anlass gehabt hätte, Spieler vom Platz zu stellen.
Am Ende waren beide Kontrahenten mit dem Remis zufrieden – dass es im Ergebnis allerdings nur den Deutschen nützte, war da noch nicht abzusehen.
Schweiz – BR Deutschland
am 3. Juni im Estadio Nacional von Santiago vor 64.920 Zuschauern, SR: Horn (Niederlande):
Tore: 0:1 Brülls (45.) – 0:2 Seeler (60.), 1:2 Heinz Schneiter (74.)
Am Tag nach der skandalösen Partie zwischen Italien und Chile, die durch ihre überharte Gangart gekennzeichnet war, bemühten sich Schweizer und Deutsche um eine fairere Gangart. Aber es ging in dieser Partie um viel: der Verlierer hatte kaum noch eine Chance, das Viertelfinale zu erreichen, und entsprechend hoch war der Einsatz. Herberger hatte mit Koslowski für den Kölner Hans Sturm einen dritten echten Stürmer gebracht, und in der Anfangsviertelstunde dominierte Deutschland die Begegnung. Als die Schweiz nach einem Szymaniak-Foul an Eschmann fast 15 Minuten lang in Unterzahl spielen musste, drehte sich die Partie langsam. Dennoch verhinderte der Torpfosten nach einer halben Stunde bei Seelers Distanzschuss zunächst noch die deutsche Führung, bevor Brülls Torhüter Elsener kurz vor dem Pausenpfiff dann doch erstmals bezwang. Gegen Ende der 1. Halbzeit verletzte sich Schnellinger nach überhartem Einsteigen von Vonlanthen am Knie, aber er kehrte nach Wiederanpfiff angeschlagen aufs Spielfeld zurück, während der Schweizer Angreifer Eschmann endgültig in der Kabine blieb und die Eidgenossen zu zehnt (Auswechslungen waren 1962 noch nicht erlaubt) weiterspielen mussten.
In der 60. Minute spitzelte Uwe Seeler ein mustergültiges Zuspiel von Schäfer vorbei am chancenlosen Karl Elsener ins Tor und das Spiel schien entschieden. Aber die Schweizer gaben nicht auf und wurden nach einer schwachen Abwehr von Torhüter Fahrian durch Schneiters Anschlusstreffer belohnt. Anschließend hatten die Schweizer große Gelegenheiten, noch zum Ausgleich zu kommen, zum Beispiel bei Antenens Kopfball kurz vor dem Schlusssignal von Schiedsrichter Horn, aber ein glänzender Reflex von Torwart Fahrian rettete den knappen deutschen Sieg, während die Mannen von Nationaltrainer Karl Rappan dadurch bereits ausgeschieden waren.
Chile – BR Deutschland
am 6. Juni im Estadio Nacional von Santiago vor 67.220 Zuschauern, SR: Davidson (Schottland):
Tore: 0:1 Szymaniak (21., FE) – 0:2 Seeler (82.)
Beide Mannschaften benötigten aus dieser Partie eigentlich nur noch einen Punkt: Chile, bereits für das Viertelfinale qualifiziert, hätte dann weiter in der Hauptstadt spielen können, Deutschland ebenfalls die Runde der letzten acht Teams erreicht.
Es kam aber dann doch nicht zu einem taktisch bestimmten Spiel, sondern das Aufeinandertreffen entwickelte sich zum besten Spiel dieser Vorrundengruppe. Dazu trug sicher auch bei, dass der Gastgeber diesmal wesentlich disziplinierter als beim "Skandalspiel" gegen Italien auftrat und die Mannen in Schwarz-Weiß nicht allzu sehr um ihre Gesundheit fürchten mussten. Auch Chiles Trainer Fernando Riera Bauza, der den europäischen Fußball aus eigener Anschauung kannte (in den frühen 50er Jahren spielte er eine Zeit lang selbst bei Stade de Reims und dem FC Rouen), war zuversichtlich: zwar fielen die Offensivkräfte Jorge Toro und Alberto Fouilloux verletzt aus, aber immerhin durfte Linksaußen Leonel Sánchez mitspielen, denn er hatte lediglich einen Verweis bekommen, obwohl sich die FIFA-Verantwortlichen den Film des überharten Spiels Chile gegen Italien in voller Länge noch einmal angesehen hatten.
Herberger überraschte die deutsche Öffentlichkeit durch zwei personelle Wechsel gegenüber dem Schweiz-Spiel (Giesemann und Kraus für Haller und Koslowski), die vor allem den Verzicht auf den technisch guten Helmut Haller kritisierte.
In der Anfangsphase gelang es dem dichten Abwehrbollwerk, in dem Schnellinger einen zusätzlichen Abfangjäger vor der Verteidigung spielte und Szymaniak erneut viel nach hinten arbeiten musste – was ihm wenig Raum für den Spielaufbau ließ –, die Platzherren in Schach zu halten. Dann wurde bei einer der wenigen deutschen Strafraumaktionen Seeler gefoult, und Szymaniak verwandelte den Elfmeter nach einer Täuschung von Torhüter Escuti. Bis zur Pause erspielten sich beide Teams noch mehrere Chancen, ohne dass Zählbares daraus resultierte. Der junge Fahrian rechtfertigte dabei zumindest auf der Torlinie erneut das Vertrauen, das Herberger in ihn gesetzt hatte; im Strafraum hingegen bescheinigte ihm der Kicker „böse Fehler und eine ungenügende Faustabwehr“.
In der 2. Halbzeit vergab Chile zunächst eine große Gelegenheit zum Ausgleich, stürmte dann gegen das deutsche Tor, aber Nowak, Schulz und Erhardt erwiesen sich ein ums andere Mal als unüberwindlich. Und in der 80. Minute verhinderte nur das Torgebälk den Ausgleichstreffer durch Landa. Das deutsche Offensivspiel beschränkte sich zunehmend auf gelegentliche Konter; einer davon führte in der 82. Minute durch einen Kopfball von Seeler (nach Flanke von Brülls) zum 2:0, was die Spielanteile zwar auf den Kopf stellte, Deutschland als Gruppenerstem aber den Weg in die heiße Salpeterwüste von Arica ersparte.
Nach dieser Begegnung erklärte Bundestrainer Herberger, Chiles Mannschaft sei „der taktischen Aufgabe gegen unsere verstärkte Defensive nicht gewachsen“ gewesen. Diese Äußerung wurde im Land als außerordentlich kränkend empfunden; dadurch büßte die deutsche Elf viel von der Sympathie und der lautstarken Unterstützung ein, die die chilenischen Zuschauer ihr bei den ersten beiden Gruppenspielen entgegengebracht hatten, wie sich im anschließenden Viertelfinale erweisen sollte.

### Viertelfinale
BR Deutschland – Jugoslawien
am 10. Juni im Estadio Nacional von Santiago vor 63.320 Zuschauern, SR: Yamasaki (Peru):
Tor: 0:1 Radaković (85.)
Nach 1954 und 1958 standen sich diese beiden Mannschaften zum dritten Mal in Folge in einem WM-Viertelfinale gegenüber. Auch in Jugoslawien hatte inzwischen eine neue Generation von Spielern die bekannten Namen der 50er Jahre abgelöst; die neuen Stars hießen Šoškić, Jusufi, Skoblar und Šekularac von den großen Belgrader Klubs Roter Stern, Partizan und OFK. Der Torschütze Radaković spielte allerdings beim „Provinzklub“ NK Rijeka. Jugoslawien kam zudem mit der Empfehlung des Goldmedaillengewinns bei den Olympischen Spielen in Rom (1960).
Deutschland, wieder mit Helmut Haller, begann offensiver als in der Vorrunde und hatte nach drei Minuten erstmals Pech, als Seeler bereits zum dritten Mal in Chile am Torpfosten scheiterte. Die abwechslungsreiche Partie bescherte beiden Torhütern viel Arbeit, bei der Šoškić und Fahrian sich aber stets auf dem Posten zeigten. Im gut gefüllten Stadion zu Santiago brandete immer wieder Beifall und zweimal sogar Torjubel auf: der allerdings galt nicht den Europäern auf dem Rasen, sondern der chilenischen Elf, die zeitgleich im 2.000 km entfernten Arica mit 2:1 führte, was viele Zuschauer mithilfe ihrer Transistorradios verfolgten.
Kurz nach Wiederanpfiff zwang ein Kopfballduell zwischen Seeler und Radakovic den Jugoslawen dazu, seine starken Blutungen durch einen Verband zu stoppen. Nach wie vor hatten beide Torwarte viele Gelegenheiten, sich auszuzeichnen; allerdings konnte sich die Elf vom Balkan nach etwa einer Stunde ein leichtes Übergewicht erarbeiten. Das hinderte Verteidiger Karl-Heinz Schnellinger nicht daran, immer häufiger am gegnerischen Strafraum aufzutauchen: ab der 74. Minute war er an zwei der drei deutschen Torchancen beteiligt, insbesondere sein Schuss in der 83., den Šoškić gerade noch von der Torlinie abwehren konnte, hätte fast die Entscheidung gebracht.
Zwei Minuten später folgte diese tatsächlich, allerdings in der anderen Spielfeldhälfte: einen Querpass von Galić erwischte der rechte Läufer Radaković kurz vor der deutschen Strafraumgrenze und schoss den Ball aus vollem Lauf in den Winkel.
Generationen deutscher Fußballfans erinnern noch das Funkbild, das am übernächsten Tag in allen deutschen Zeitungen abgedruckt war: im Hintergrund ein etwas unscharfer Spieler mit dunklem Trikot und leuchtend weißem „Turban“, im Vordergrund der vergeblich hechtende deutsche Keeper mit der 22 auf dem Rücken und ganz vorne die Lederkugel in den Maschen des Tornetzes. Die etwas glücklichere zweier guter Mannschaften hatte gewonnen, und anders als 1954 und 1958 war das diesmal Jugoslawien. Auf die deutsche Elf wartete statt der CSSR die vorzeitige Rückreise und auf Herberger eine heimische Presse, die ihm pauschal vorwarf, seine Mannschaft zu defensiv eingestellt zu haben. Auch einzelne Spieler, insbesondere Helmut Haller, kritisierten nach der WM den Bundestrainer; für Herberger war es die letzte WM auf der Trainerbank: zwei Jahre später löste sein Assistent Helmut Schön ihn ab.